# Yamatotipula
Yamatotipula is een ondergeslacht van het geslacht van insecten Tipula binnen de familie langpootmuggen (Tipulidae).

## Soorten
Deze lijst van 115 stuks is mogelijk niet compleet.
- T. (Yamatotipula) afriberia (Theowald and Oosterbroek, 1980)
- T. (Yamatotipula) aino (Alexander, 1914)

Tipula aino
- T. (Yamatotipula) albifrons (Savchenko, 1967)
- T. (Yamatotipula) albocaudata (Doane, 1901)
- T. (Yamatotipula) aleutica (Alexander, 1923)
- T. (Yamatotipula) amblyostyla (Savchenko, 1968)
- T. (Yamatotipula) anceps (Savchenko, 1965)
- T. (Yamatotipula) aprilina (Alexander, 1918)
- T. (Yamatotipula) aspidoptera (Alexander, 1916)
- T. (Yamatotipula) aviceniana (Savchenko, 1954)
- T. (Yamatotipula) barbarensis (Theowald and Oosterbroek, 1980)
- T. (Yamatotipula) bhoteana (Alexander, 1961)
- T. (Yamatotipula) bitumidosa (Alexander, 1971)
- T. (Yamatotipula) brevifurcata (Alexander, 1926)
- T. (Yamatotipula) caesia (Schummel, 1833)
- T. (Yamatotipula) caloptera (Loew, 1863)
- T. (Yamatotipula) calopteroides (Alexander, 1919)
- T. (Yamatotipula) carsoni (Alexander, 1963)
- T. (Yamatotipula) catawbiana (Alexander, 1940)
- T. (Yamatotipula) caucasimontana (Savchenko, 1955)
- T. (Yamatotipula) cayuga (Alexander, 1915)
- T. (Yamatotipula) cervicula (Doane, 1901)
- T. (Yamatotipula) cimmeria (Speiser, 1909)
- T. (Yamatotipula) coerulescens (Lackschewitz, 1923)
- T. (Yamatotipula) cognata (Doane, 1901)
- T. (Yamatotipula) colteri (Alexander, 1943)
- T. (Yamatotipula) comanche (Alexander, 1916)
- T. (Yamatotipula) concava (Alexander, 1926)
- T. (Yamatotipula) conspicua (Dietz, 1917)
- T. (Yamatotipula) continentalis (Alexander, 1941)
- T. (Yamatotipula) couckei (Tonnoir, 1921)
- T. (Yamatotipula) chonsaniana (Alexander, 1945)
- T. (Yamatotipula) dejecta (Walker, 1856)
- T. (Yamatotipula) eluta (Loew, 1863)
- T. (Yamatotipula) fendleri (Mannheims, 1963)
- T. (Yamatotipula) fenestrella (Theowald, 1980)
- T. (Yamatotipula) floridensis (Alexander, 1926)
- T. (Yamatotipula) footeana (Alexander, 1961)
- T. (Yamatotipula) fraterna (Loew, 1864)
- T. (Yamatotipula) freyana (Lackschewitz, 1936)
- T. (Yamatotipula) fulvilineata (Doane, 1912)
- T. (Yamatotipula) furca (Walker, 1848)
- T. (Yamatotipula) glendenningi (Alexander, 1943)
- T. (Yamatotipula) grenfelli (Alexander, 1928)
- T. (Yamatotipula) guentheri (Oosterbroek, 1994)
- T. (Yamatotipula) hamata (Savchenko, 1953)
- T. (Yamatotipula) hexacantha (Alexander, 1961)
- T. (Yamatotipula) incana (Savchenko, 1955)
- T. (Yamatotipula) iranensis (Theowald, 1978)
- T. (Yamatotipula) iroquois (Alexander, 1915)
- T. (Yamatotipula) jacintoensis (Alexander, 1946)
- T. (Yamatotipula) jacobus (Alexander, 1931)
- T. (Yamatotipula) jamaicensis (Alexander, 1928)
- T. (Yamatotipula) jucunda (Savchenko, 1961)
- T. (Yamatotipula) kamikochiensis (Alexander, 1941)
- T. (Yamatotipula) kennicotti (Alexander, 1915)
- T. (Yamatotipula) koikei (Alexander, 1971)
- T. (Yamatotipula) lanei (Alexander, 1940)
- T. (Yamatotipula) latemarginata (Alexander, 1921)
- T. (Yamatotipula) lateralis (Meigen, 1804)
- T. (Yamatotipula) lionota (Holmgren, 1883)
- T. (Yamatotipula) lucifera (Savchenko, 1954)
- T. (Yamatotipula) ludoviciana (Alexander, 1919)
- T. (Yamatotipula) maculipleura (Alexander, 1927)

- T. (Yamatotipula) machidai (Alexander, 1933)
- T. (Yamatotipula) manahatta (Alexander, 1919)
- T. (Yamatotipula) marginella (Theowald, 1980)
- T. (Yamatotipula) meridiana (Doane, 1912)
- T. (Yamatotipula) misakana (Alexander, 1953)
- T. (Yamatotipula) moesta (Riedel, 1919)
- T. (Yamatotipula) montium (Egger, 1863)
- T. (Yamatotipula) nephophila (Alexander, 1940)
- T. (Yamatotipula) nigrolamina (Alexander, 1950)
- T. (Yamatotipula) nocticostata (Alexander, 1971)
- T. (Yamatotipula) nova (Walker, 1848)
- T. (Yamatotipula) noveboracensis (Alexander, 1919)
- T. (Yamatotipula) nuntia (Alexander, 1946)
- T. (Yamatotipula) ompoensis (Alexander, 1945)
- T. (Yamatotipula) osceola (Alexander, 1927)
- T. (Yamatotipula) patagiata (Alexander, 1924)
- T. (Yamatotipula) pierrei (Tonnoir, 1921)
- T. (Yamatotipula) poliocephala (Alexander, 1922)
- T. (Yamatotipula) protrusa (Alexander, 1934)
- T. (Yamatotipula) pruinosa (Wiedemann, 1817)
- T. (Yamatotipula) quadrivittata (Staeger, 1840)
- T. (Yamatotipula) recticauda (Savchenko, 1953)
- T. (Yamatotipula) reversa (Alexander, 1956)
- T. (Yamatotipula) riedeli (Mannheims, 1952)
- T. (Yamatotipula) roya (Dufour, 2003)
- T. (Yamatotipula) sackeniana (Alexander, 1918)
- T. (Yamatotipula) sayi (Alexander, 1911)
- T. (Yamatotipula) sempiterna (Alexander, 1933)
- T. (Yamatotipula) setosipennis (Alexander, 1920)
- T. (Yamatotipula) shevtshenkoi (Savchenko, 1954)
- T. (Yamatotipula) solitaria (Savchenko, 1953)
- T. (Yamatotipula) spernax (Osten Sacken, 1877)
- T. (Yamatotipula) strepens (Loew, 1863)
- T. (Yamatotipula) subeluta (Johnson, 1913)
- T. (Yamatotipula) subincana (Savchenko, 1961)
- T. (Yamatotipula) submontium (Theowald and Oosterbroek, 1981)
- T. (Yamatotipula) subnova (Alexander, 1937)
- T. (Yamatotipula) subprotrusa (Savchenko, 1955)
- T. (Yamatotipula) subreversa (Alexander, 1956)
- T. (Yamatotipula) subvirgo (Alexander, 1951)
- T. (Yamatotipula) succincta (Alexander, 1940)
- T. (Yamatotipula) sulphurea (Doane, 1901)
- T. (Yamatotipula) tenebrosa (Coquillett, 1900)
- T. (Yamatotipula) tenuilinea (Alexander, 1959)
- T. (Yamatotipula) tephrocephala (Loew, 1864)
- T. (Yamatotipula) tricolor (Fabricius, 1775)
- T. (Yamatotipula) tsurugiana (Alexander, 1953)
- T. (Yamatotipula) vicina (Dietz, 1917)
- T. (Yamatotipula) virgo (Osten Sacken, 1886)
- T. (Yamatotipula) xanthostigma (Dietz, 1917)
- T. (Yamatotipula) yamamuriana (Alexander, 1926)